# Krasnaja Polana (rejon nowosiergijewski)
Krasnaja Polana (ros. Красная Поляна) – osiedle w Rosji, w obwodzie orenburskim, w rejonie nowosiergijewskim. W 2010 liczyło 503 mieszkańców.